# 3572 Leogoldberg
3572 Leogoldberg (1954 UJ2) là một tiểu hành tinh vành đai chính được phát hiện ngày 28 tháng 10 năm 1954 bởi Đài thiên văn Goethe Link ở Brooklyn.